# Двапара-юґа
Двапара-юга (санскр. द्वापर युग, dvāpara yuga IASTвід "два" і "пара") - друга з чотирьох юг або епох, в  індуїстському тимчасовому циклі. Слідує за Сать’я Юґою і передує Трета Юзі. 
Двапара Юґа триває 1,296,300 і благочестя зменшується на одну чверть, хоча люди, як і раніше дуже піднесені.[2]
З чотирьох брахманічних якостей, аскетизму, чистоти, милосердя та правдивості, в Два-Пара Юґу в повній мірі проявлені лише три останні з них. Саме в цю югу людей починають цікавити чуттєві насолоди. Тому тривалість їх життя скорочується і становить 10 000 років. Основною духовною практикою і методом самоусвідомлення в Трета-югу є ведичні жертвопринесення Богу і девам. У жертву приносяться ДХІ, зерно і деякі види рослин. 